# 多聞院 (鎌倉市)
多聞院（たもんいん）は、神奈川県鎌倉市大船に所在する真言宗大覚寺派の寺院で、山号は天衛山という。
寺伝によれば、創建は天正7年（1579年）で、開山は南介僧都、開基は甘糟長俊である。
本尊は毘沙門天。

## 歴史
多聞院は鎌倉市山ノ内瓜ヶ谷にあった観蓮寺が前身で、永享の乱で衰えた際に甘粕長俊が現位置に移転して名を改め、南介僧都を迎えて天正7年（1579年）に創建したと伝えられている。もと鎌倉市手広の青蓮寺の末寺だったが、1950年（昭和25年）に青蓮寺の前住職である草繋全宜が京都大覚寺の門跡となったため、同寺の末寺となった。

## 寺宝

### 仏像
- 本尊 木造毘沙門天立像 - 年代不詳[3]、弘法作（伝）[1]
- 木造聖観音菩薩坐像 - 室町時代
- 木造地蔵菩薩立像（延命地蔵尊） - 室町時代
- 木造十一面観音菩薩坐像 - 江戸時代
- 木造十一面観音立像 - 江戸時代
- 木造牛頭天王倚像 - 年代不詳
- 木造弘法大師坐像 - 室町時代
- 木造弁財天坐像 - 江戸時代
- 木造地蔵菩薩立像（とげぬき地蔵尊） - 江戸時代
- 木造薬師如来坐像 - 江戸時代
- 鋳造稚児太子坐像 - 1975年（昭和50年）3月
- 木造大日如来坐像 - 1988年（昭和63年）
- 木造不動明王像 - 年代不詳
- 木造不動明王及両脇侍立像 - 三躯、江戸時代
- 木造愛染明王坐像 - 江戸時代
- 木造地蔵菩薩半跏像 - 江戸時代
- 木造地蔵菩薩立像 - 江戸時代

### 仏画
- 八祖大師
- 十三仏
- 胎蔵曼荼羅
- 金剛界曼荼羅

### 額草
- 「福寿寺」 - 中野蘭疇、1970年（昭和45年）

### 塗椀
- 白檀塗椀 一口 - 天正年間

### 古文書
- 院宣 三通 - 寿永2年（1183年）、建長2年（1250年）、貞和2年（1346年）
- 岡野観音縁起 - 享保4年（1719年）

### その他
- 半鐘 - 1970年（昭和45年）4月19日

## 交通
- 江ノ電バス バス停「常楽寺」で下車、徒歩5分